# Alan Shearer
Alan Shearer (født 13. august 1970 i Gosforth, Newcastle) er en tidligere engelsk fodboldspiller.
Han har spillet for Southampton, Blackburn og Newcastle United og var på tidspunktet for sit seneste skifte verdens dyreste fodboldspiller. I Newcastle og for Englands fodboldlandshold var han desuden anfører på holdene.
Ved sin debut som ungdomsspiller i Southampton som 17-årig formåede han at score hattrick mod Arsenal. Desuden var han holdets hidtil yngste spiller.
I Premier League er han med 260 mål blevet den mest scorende spiller.
Som spiller for det engelske fodboldlandshold deltog han i EM 1992, EM 1996, VM 1998 og EM 2000. Ved sin karriere her nåede han at spille 63 kampe og score 30 mål, inden han efter EM i 2000 trak sig tilbage fra landsholdsfodbold.
Den 1. april 2009 blev han udnævnt som ny Newcastle-træner for resten af sæsonen, indtil Newcastle rykkede ned, hvorefter Shearer forlod sin tidligere klub.